# Закон України «Про суспільні медіа України»
Закон України «Про суспільні медіа України» (назва до 31.03.2023 р. — «Про Суспільне телебачення і радіомовлення України») прийнятий 17 квітня 2014 року з метою створення правових основ діяльності Суспільного телебачення і радіомовлення України та визначення засад діяльності Національної суспільної телерадіокомпанії України.

## Історія прийняття
Проєкт Закону розроблявся Урядом за часів президентства Януковича з метою реалізації Концепції створення і діяльності Національної громадської телерадіокомпанії України, затвердженої Громадською гуманітарною радою при Президентові України 30 вересня 2010 року. Він був поданий до парламенту 12 грудня 2012 року.
Третього липня 2013 року Верховна Рада прийняла за основу урядовий законопроєкт № 1076 «Про суспільне телебачення і радіомовлення України».
Законопроєкт довго готувався до другого читання робочою групою на чолі з народним депутатом Миколою Томенком. 19 вересня 2013 його відправили на повторне друге читання. Декілька разів Рада не встигала дійти до розгляду проєкту, тому що він стояв наприкінці порядку денного.
Ухвалити Закон вдалося тільки після зміни влади, 17 квітня 2014 року. На якнайскорішому прийнятті наполягали, зокрема, Микола Томенко, Микола Княжицький, Олег Наливайко. Цей день журналісти назвали історичним.
13 травня Закон підписаний виконуючим обов'язки Президента України Олександром Турчиновим, 15 травня набрав чинності.
До Закону вносилися зміни, пов'язані з практичним створенням НСТУ, а також з прийняттям Закону «Про медіа».

## Структура
Закон складається з 20 статей:
Розділ I. Загальні положення
Стаття 1. Правові основи діяльності Суспільного медіа України
Стаття 2. Законодавство у сфері діяльності НСТУ
Стаття 3. Принципи діяльності, гарантії незалежності НСТУ
Стаття 4. Основні завдання НСТУ
Стаття 5. Суспільні медіа
Стаття 6. Статут НСТУ
Розділ II. Органи управління Національної суспільної телерадіокомпанії України
Стаття 7. Наглядова рада НСТУ
Стаття 8. Склад та порядок формування Наглядової ради НСТУ
Стаття 9. Вимоги до члена Наглядової ради НСТУ
Стаття 10. Припинення повноважень члена Наглядової ради НСТУ
Стаття 11. Засідання Наглядової ради НСТУ
Стаття 12. Правління НСТУ
Стаття 13. Перевірка фінансово-господарської діяльності
Розділ III. Забезпечення діяльності Національної суспільної телерадіокомпанії України
Стаття 14. Джерела фінансування НСТУ
Стаття 15. Майно НСТУ
Стаття 16. Аудит
Стаття 17. Ліцензія на мовлення
Стаття 18. Програмна політика
Стаття 19. Редакційний статут та редакційна рада НСТУ
Стаття 20. Трансляція офіційних повідомлень
Розділ IV. Прикінцеві та перехідні положення.

## Короткий зміст
Суспільні медіа-сервіси України надаються акціонерним товариством «Національна суспільна телерадіокомпанія України» (далі — НСТУ), 100 відсотків акцій якого належить державі.
НСТУ утворюється на базі Національної телекомпанії України, Національної радіокомпанії України, Державної телерадіокомпанії «Культура», обласних державних телерадіокомпаній, Державної телерадіомовної компанії «Крим», державних організацій «Київська державна регіональна телерадіокомпанія», «Севастопольська регіональна державна телерадіокомпанія», "Новгород-Сіверська регіональна державна телерадіокомпанія «Сіверська», "Криворізька регіональна державна телерадіокомпанія «Криворіжжя», що реорганізуються шляхом приєднання до Національної телекомпанії України. До НСТУ приєднується акціонерне товариство «Укртелефільм», 100 відсотків акцій якого належать державі, що утворюється шляхом перетворення державного підприємства "Українська студія телевізійних фільмів «Укртелефільм».
Забороняється втручання державних органів та органів місцевого самоврядування, їх посадових і службових осіб, а також недержавних організацій у діяльність НСТУ з метою встановлення цензури, попереднього контролю та незаконного впливу на зміст інформації.
Основними завданнями НСТУ є:
- об'єктивне, повне, своєчасне і неупереджене інформування про суспільно значущі події в Україні та за кордоном;
- сприяння консолідації українського суспільства;
- розвиток і зміцнення статусу української мови та культури, сприяння розвитку мов і культур національних меншин […]

НСТУ здійснює мовлення не менше ніж на двох загальнонаціональних каналах мовлення багатоканальної ефірної телемережі (суспільно-політичному та культурно-освітньому), на регіональних каналах мовлення багатоканальної ефірної телемережі та не менше ніж на трьох загальнонаціональних ефірних радіоканалах (суспільно-політичному, культурно-освітньому, молодіжному).
Нагляд за діяльністю НСТУ здійснює Наглядова рада. До повноважень Наглядової ради відноситься обрання на відкритому конкурсі голови та членів правління компанії, встановлення основних напрямів діяльності НСТУ, затвердження умов та розмірів оплати праці працівників, призначення третини членів редакційної ради та затвердження редакційного статуту, відбір аудиторської компанії для здійснення щорічного зовнішнього аудиту, затвердження щорічного звіту про діяльність НСТУ та забезпечення його оприлюднення та ін.
Виконавчим органом НСТУ є правління. Ревізійна комісія є органом НСТУ, який контролює фінансово-господарську діяльність правління.
НСТУ може фінансуватися за рахунок:
1. продажу власної теле- і радіопродукції, плати за користування авторськими та суміжними правами;
2. державного і місцевих бюджетів;
3. абонентської плати;
4. інших надходжень, не заборонених законодавством.

Держава забезпечує належне фінансування НСТУ, яке передбачається окремим рядком у Державному бюджеті України та становить не менше 0,2 відсотка видатків загального фонду Державного бюджету України за попередній рік.
Соціальна реклама у програмах НСТУ допускається за умови відсутності вказування в ній на певного суб'єкта (бренд), посадову особу, товар.
НСТУ не зобов'язана висвітлювати діяльність органів виконавчої влади, інших державних органів, органів місцевого самоврядування, їх посадових осіб. Програми НСТУ становлять не менше 75 відсотків національного та європейського (країн, що ратифікували Європейську конвенцію про транскордонне телебачення) виробництва щодобового ефірного мовлення.